# Ikastola
Una ikastola es un centro educativo cooperativo que utiliza como lengua vehicular el euskera, formando parte del sistema educativo en euskera en el País Vasco. Surgieron a principios del siglo XX, en las comunidades españolas de País Vasco, Navarra y Castilla y León (enclave de Treviño), así como en el País Vasco francés. Se distinguían por utilizar esta lengua en un momento en que no estaba presente en los sistemas educativos públicos.
- En el País Vasco, con la incorporación de la enseñanza en euskera al sistema de educación pública la situación de las ikastolas fue objeto de debate político tendente a su reconversión en centros públicos. De este modo, mediante la aprobación de la Ley de la Escuela Pública Vasca en 1993 un grupo de ikastolas decidieron integrarse en la red educativa pública, manteniendo nominalmente la denominación de "ikastola", en tanto que el resto funcionan en la actualidad como colegios privados con régimen de concierto.
- En Navarra, la mayoría de las 15 ikastolas existentes son colegios privados. En esta comunidad, al darse una situación de histórica diversidad lingüística en su territorio, de acuerdo al principio de predominio lingüístico el euskera únicamente es cooficial con el castellano en la Zona Vascófona (norte) mientras que en el centro y sur de la Comunidad Foral la lengua oficial es el castellano (aunque en la zona mixta del centro el euskera es semioficial). Por ello, la administración pública navarra concierta las plazas de las ikastolas ubicadas en las Zonas Vascófona y Mixta.
- En el País Vasco francés el euskera, al igual que el resto de lenguas regionales, no es oficial, aunque se permite su enseñanza en ikastolas privadas. Las ikastolas de esta región están agrupadas en la organización Seaska, y sus profesores reciben su sueldo del Ministerio de Educación francés. Además en los últimos años el euskera se está incorporando más en la educación pública, en forma de modelo bilingüe euskera-francés.
- En Castilla y León se abrió en 2003 la primera ikastola en el municipio de La Puebla de Arganzón, para atender la demanda de alumnado del Enclave de Treviño.

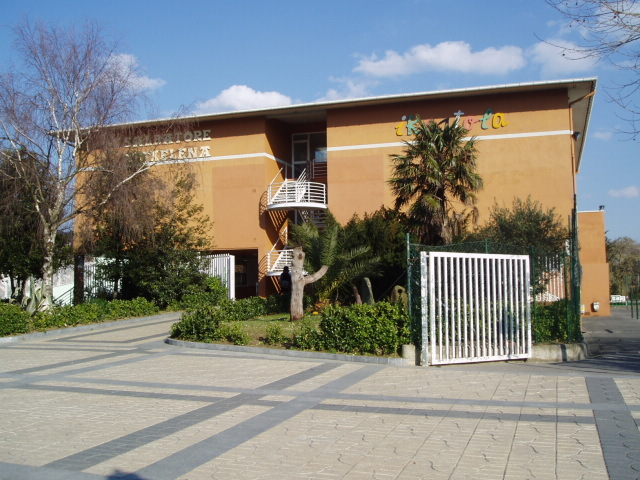
Fachada de la ikastola Salbatore Mitxelena de Zarauz (Guipúzcoa).

## Historia

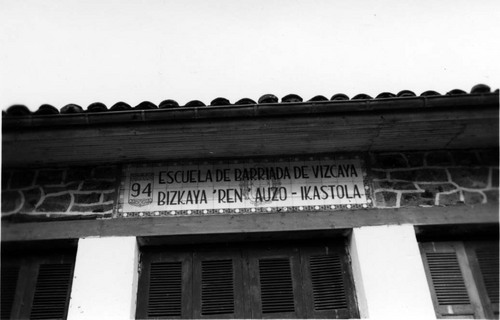
Rótulo en una ikastola pública vizcaína de los años veinte o treinta.

En 1914 se fundó la primera ikastola. En 1932 se creó la primera asociación de ikastolas. La guerra civil española y la política de restricción oficial de la enseñanza de las lenguas españolas distintas al castellano supuso la desaparición de las ikastolas, por lo que algunos grupos de padres escolarizaron clandestinamente en euskera a sus hijos: en esa labor, destacó como pionera Elbira Zipitria (1906–1982), que desde 1943 impartió clases en su propia casa de San Sebastián.
A partir de 1957 y hasta 1975, se dio el gran crecimiento de las ikastolas. En 1957, se abrió en Bilbao la primera ikastola de Vizcaya (la segunda ikastola de Bilbao se abrió en 1963 y tras ella vinieron las de Igorre, Plencia, Berriz y Bermeo). La primera ikastola de Guipúzcoa se creó en San Sebastián en 1961. En 1963 comienzan a funcionar las primeras ikastolas de Álava. En 1964 se creó la primera ikastola en el País Vasco francés. En Navarra, por su parte, la primera tentativa de crear una ikastola data del verano de 1963, pero no abrió sus puertas en Pamplona hasta 1965.
En 1968 un decreto gubernamental evidenciaba el impulso de la ikastolas al constatar la existencia de "numerosos niños inscritos en centros no autorizados" y de "varios miles de niños que asisten a centros que escapan de todo control". 
El problema que suponía para los alumnos de las ikastolas el no poder obtener el Libro de Escolaridad al finalizar sus estudios (con el obstáculo que ello suponía de cara a la continuación de los estudios medios y superiores), por no ser las ikastolas centros oficiales de enseñanza, llevó a las asociaciones de padres a recabar el apoyo de la Iglesia católica para lograr la legalización de las ikastolas, configurándolos como centros educativos bajo la responsabilidad de las parroquias y las órdenes religiosas, o regularizándolos como centros adscritos a escuelas públicas. Esta vía de actuación llevó a la multiplicación de los centros y a que en 1969 fuera fundada la Federación Diocesana de Ikastolas, lo cual se convirtió, con la llegada de la democracia, en una federación secular. 
También existieron algunas ikastolas que funcionaron como cooperativas de trabajadores, en las cuales lo prioritario no era la difusión de la lengua euskera.
En octubre de 1980, la Consejería de Educación del Gobierno Vasco firmó con el Ministerio de Educación el Convenio de Ikastolas procediéndose de manera definitiva a la regularización general de las 1.738 aulas en el País Vasco.
Desde octubre de 1998 está funcionando una ikastola para preescolar en la ciudad estadounidense de Boise (Idaho), la única existente fuera de Europa.

## Federación
Las ikastolas tienen un carácter autónomo y colaboran entre sí a través de las federaciones de ikastolas.
La Confederación de Ikastolas trabaja a través de cinco federaciones.
- Federación de Ikastolas de Álava, para la provincia de Álava.
- Federación de Ikastolas de Vizcaya, para la provincia de Vizcaya.
- Federación de Ikastolas de Guipúzcoa, para la provincia de Guipúzcoa.
- Federación de Ikastolas de Navarra, para la comunidad foral de Navarra.
- Seaska, federación de ikastolas del País Vasco francés.

## Fiesta de las ikastolas

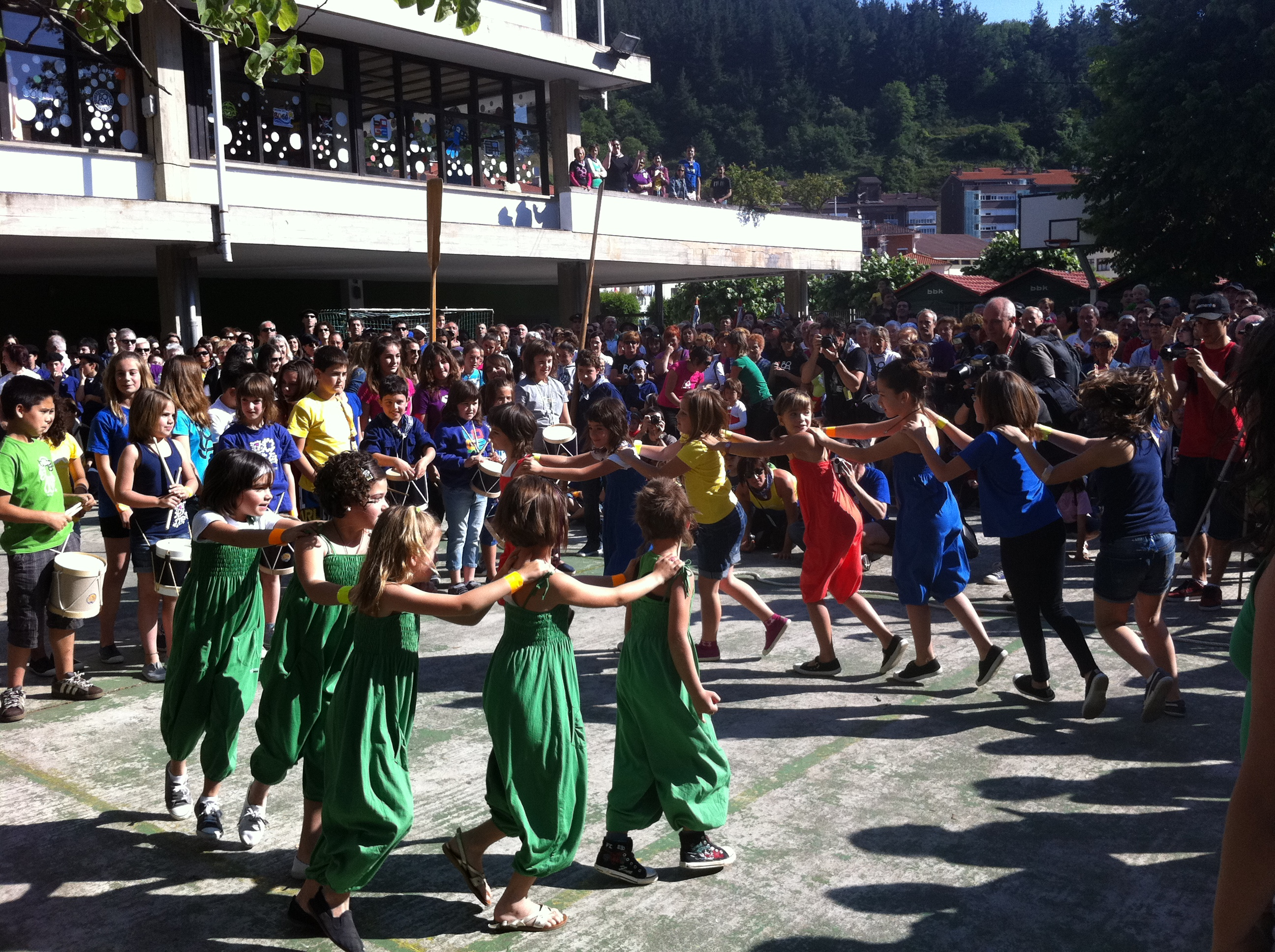
Ibilaldia 2011 en Ondárroa.

En los distintos territorios, anualmente se hace una fiesta multitudinaria para recaudar fondos y ayudar económicamente a las ikastolas organizadoras, o para sufragar la creación de nuevas ikastolas. Cada año reúnen a miles de personas:
- Kilometroak, en Guipúzcoa.
- Ibilaldia, en Vizcaya.
- Nafarroa Oinez, en Navarra.[8][9][10]
- Araba Euskaraz en Álava
- Herri Urrats, en el País Vasco francés, se celebra cada año en la localidad de Saint-Pée-sur-Nivelle.